# Spinoaequalis schultzei
Spinoaequalis schultzei je vyhynulý druh diapsidů.
Tento tvor měřil asi 30 cm a je znám z fosilií nalezených v Kansasu ve Spojených státech amerických. Společně s petrolacosaurem se jednalo o jednoho z prvních diapsidů, vyvinul se krátce po hylonomovi, nejstarším potvrzeném plazovi. Spinoaequalis byl první plaz, který se po rozvoji obratlovců na souši opět vrátil do vodního prostředí. Nebyl ale pravděpodobně zcela vodním živočichem a často zřejmě pobýval i na suché zemi. Pravděpodobně plaval s pomocí bočně zploštělého ocasu, který mu vynesl i jméno (Spinoaequalis znamená v překladu „symetrická páteř“). Fosilie spinoaequalia byly nalezeny společně se zachovalými pozůstatky mořských ryb té doby, což naznačuje, že zřejmě příležitostně vstupoval i do mořských vod.
Rod popsali dva vědci Michael deBrage a Robert Reisz v roce 1995.